# Cry of the City
Cry of the City is een Amerikaanse film noir uit 1948 onder regie van Robert Siodmak. Het scenario is gebaseerd op de roman The Chair of Martin Rome van de Amerikaanse auteur Henry Edward Helseth.

## Verhaal
De misdadiger Martin Rome herstelt in het ziekenhuis van een schietpartij, waarbij een politieagent werd gedood. In het ziekenhuis krijgt hij bezoek van zijn verloofde Teena Ricante. Een louche advocaat beweert dat Rome betrokken was bij een diamantroof. Rome is onschuldig, maar de politie verdenkt hem en zijn verloofde van de diamantroof. Ze gaan op zoek naar Ricante.

## Rolverdeling
| Acteur          | Personage            |
| --------------- | -------------------- |
| Victor Mature   | Rechercheur Candella |
| Richard Conte   | Martin Rome          |
| Fred Clark      | Rechercheur Collins  |
| Shelley Winters | Brenda Martingale    |
| Betty Garde     | Juffrouw Pruett      |
| Berry Kroeger   | W.A. Niles           |
| Tommy Cook      | Tony Rome            |
| Debra Paget     | Teena Riconti        |
| Hope Emerson    | Rose Given           |
| Roland Winters  | Ledbetter            |
| Walter Baldwin  | Orvy                 |